# P601es
らくらくホンは、松下通信工業（現パナソニック モバイルコミュニケーションズ）製のNTTドコモの第二世代携帯電話(mova)端末、mova P601es（ムーバ・ピー ろく まる いち・イー エス）のブランド名である。
らくらくホンシリーズ初の製品にしてパナソニック唯一のらくらくホン。型番末尾の es は easy style の略である。
形状はスライド型のフリップ式、P207にスライドフリップをつけたような端末で、基本設計はP207と互換性を持たせてある。
間違ってボタンが押される誤操作を防ぐとともに着信時は直感的に通話ボタンが押すことができる。
カメラは搭載せず、iモード、iアプリにも対応していない。
着信音も聞きやすく分かりやすい音を採用し、フリップに短縮ダイヤルボタンを設け3件まで素早くかけることが出来る。

## 歴史
- 1999年7月16日 - 電気通信端末機器審査協会による技術基準適合認定の設計認証（設計認証番号A99-0473JP）
- 1999年8月4日 - テレコムエンジニアリングセンターによる技術基準適合証明の工事設計認証（工事設計認証番号WAA0018）
- 1999年10月27日 - 発売開始
- 2012年3月31日 - movaサービス終了により使用はこの日限りとなる。